# 真·三国无双 联合突袭
《真·三国无双 联合突袭》（以下简称“联合突袭”）是由光荣公司发售的基于《真·三国无双5》的动作游戏。其标语是“觉醒吧，尚未谋面的伙伴们”。本作于2009年春季在北美和欧洲地区发布PSP版，于同年10月在日本发布PS3版和Xbox 360版《真·三国无双：联合突袭Special》。其续作《联合突袭2》于2010年在日本发布，没有海外版。

## 系统
本作是继《真·三国无双4》之后真·三国无双系列第二次采用“觉醒”系统的作品（称“真·无双觉醒”）。觉醒状态下，人物形象发生显著的变化，能力得到大幅提升。角色可以进行更多自定义，装备两件武器及更多增加体力、攻击力等属性的物品。PSP版更支持在线多人游戏，一名玩家最多可与3名其他玩家进入同一战场（可以合作，也可以敌对）。在准备画面中，玩家可以造访锻炼武器的锻冶铺、提供道具的学者和商店等设施。而这些设施也被加入真·三国无双系列6代以后的作品中。

## 角色
《联合突袭》的角色平时形象取自《真·三国无双5》，角色觉醒后形象大变。注：孟获也在《真·三国无双5》特别版和《联合突袭》PS3和X360版登场。一部分在真·三国无双4代登场而未在5代登场的武将于《联合突袭2》和《真·三国无双6》中登場。
- 魏：夏侯惇、典韦、曹操、张辽、许褚、张郃、夏侯渊、曹丕、甄姬、徐晃
- 蜀：赵云、关羽、刘备、诸葛亮、马超、庞统、魏延、黄忠、月英
- 吴：周瑜、陆逊、孙尚香、甘宁、孙坚、太史慈、孙策、孙权、吕蒙、周泰、小乔
- 其他：貂蝉、吕布、董卓、孟获、张角

## 开发
《周刊少年JUMP》在2008年9月13日的杂志上最先刊登了有关《联合突袭》的消息。《Fami通》在一周后更刊登了夏侯惇、赵云和孙尚香“真·无双觉醒”状态的形象和一些截图。本作原定于2009年3月发行，但和《真·三国无双5：帝国》一同被光荣推迟发售。游戏的日本官网提供了一个测试版游戏的下载通道，可以在PSP上游玩。此一版本开放了魏、蜀、吴三个势力所有可操作武将，但在发行几小时后，有人发现了一个可开放“其他”势力武将的代码。在光荣诉诸法律之后，这个代码不再可用，此测试版游戏加入了角色等级的限制，只开放三个关卡，但所有类型的武器依然可用。
后来发行的家用机版本的测试版游戏于日版游戏商店上柜，有6个可用角色和4个关卡；英文测试版则在2010年于PSN上柜，但只有4个可用角色和1个关卡。

## 《联合突袭Special》
移植到PS3版和X360版的《联合突袭Special》在PSP原版游戏的基础上追加了更多要素，例如受PSP机能所限而被删除的动画声音。这些要素也加入到后来的《联合突袭2》当中。这一作的标语是“不一样的速度，不一样的刺激”。

## 评价
评价机构对本作给出的打分可谓中规中矩。GameRankings和Metacritic分别为本作的PSP版打出了68/100和65/100的分数，为PS3版打出66和64分，为X360版打出57和59分。来自IGN的山姆·毕晓普为PSP版打出7/10分，称被本作“相比真三系列其他游戏令人印象更深”。他认为游戏的视觉效果模糊，锁定敌将机能和单人游戏难度招致厌恶，但“开发者走对了一步”：多人游戏功能和更快的战斗节奏令《联合突袭》相比前代拥有巨大的优势。
来自GameZone的达科他·格拉保斯基给X360版本打出6.5/10分，评价本作“对于喜欢和不喜欢无双系列的玩家都是一部佳作。如果制作群加入更多娱乐性的元素，《真·三国无双》系列将受到一致好评。”